# Й̵
Й̶, й̶ (Й со штрихом) — буква кириллицы. Использовалась в якутском языке в XIX веке.

## Использование
Буква является частью нескольких алфавитов. В Якутии использовалась в конце XIX века и в начале XX века, особенно в двух азбуках, опубликованных в 1897 и 1898 годах, и в школьном учебнике.
 Особые якутские письма в первоначальном учебнике русского языка для якутов, 1907, с. VII.